# Agrosteella
Agrosteella là một chi bọ cánh cứng trong họ Chrysomelidae.
Chi này được Medvedev miêu tả khoa học năm 1987.

## Các loài
Các loài trong chi này gồm:
- Agrosteella biconvexa Ge, Wang, Yang & Li, 2002
- Agrosteella cheni Ge, Wang, Yang & Li, 2002
- Agrosteella jini Ge, Wang, Yang & Li, 2002
- Agrosteella oligotricha Ge, Wang, Yang & Li, 2002
- Agrosteella punctata Ge, Wang, Yang & Li, 2002
- Agrosteella violaceicollis Ge, Wang, Yang & Li, 2002